# Christian Henna
Pour les articles homonymes, voir Henna.
Christian Henna est un footballeur français né le 10 mars 1972 à Mulhouse. Il était milieu de terrain. 
Ancien entraîneur dans les équipes de jeunes de l'AJA entre 2001 et 2013.

## Biographie
Originaire de Kembs (Alsace), Christian Henna ne connaîtra que deux clubs durant sa carrière de joueur: le FC Mulhouse où il fait toutes ses classes de footballeur et passe professionnel, puis l'AJ Auxerre où Guy Roux le fera venir.
Au total il dispute 6 matchs en Ligue des Champions, 3 matchs en Coupe de l'UEFA, 52 matchs en Division 1 et 42 matchs en Division 2.
Sa carrière, bien que riche tant d'un point de vue du palmarès que de belles apparitions (notamment en coupe de l'UEFA), fut perturbée par plusieurs blessures importantes.
L'AJA lui permit de gérer au mieux sa fin de carrière en devenant l'un des éducateurs au sein du centre de formation.
Après un titre de champion de France avec les 16 ans nationaux, puis un autre avec les U19, son contrat s’achevant en juin 2013 ne fut pas reconduit par la nouvelle équipe de dirigeants.
En 2017, il devient éducateur des U14 de l'AJA.

## Carrière

### Joueur
- 1978-1993 : FC Mulhouse
- 1993-2001 : AJ Auxerre

### Entraîneur
- 2001-2002 : AJ Auxerre (entraîneur adjoint des moins de 15 ans)
- 2003-2008 : AJ Auxerre (entraîneur des 16 ans)
- 2008-2013 :  AJ Auxerre (entraîneur des 18 ans puis des 19 ans)

## Palmarès

### Joueur
- Champion de France en 1996 avec l'AJ Auxerre
- Vainqueur de la Coupe de France en 1994 avec l'AJ Auxerre

### Entraîneur
- Vainqueur du championnat national des 16 ans en 2003
- Vainqueur du championnat national des U19 (moins de 19 ans) en 2011-2012
- Finaliste du championnat national des U19 (moins de 19 ans) en 2012-2013